# Panchineta

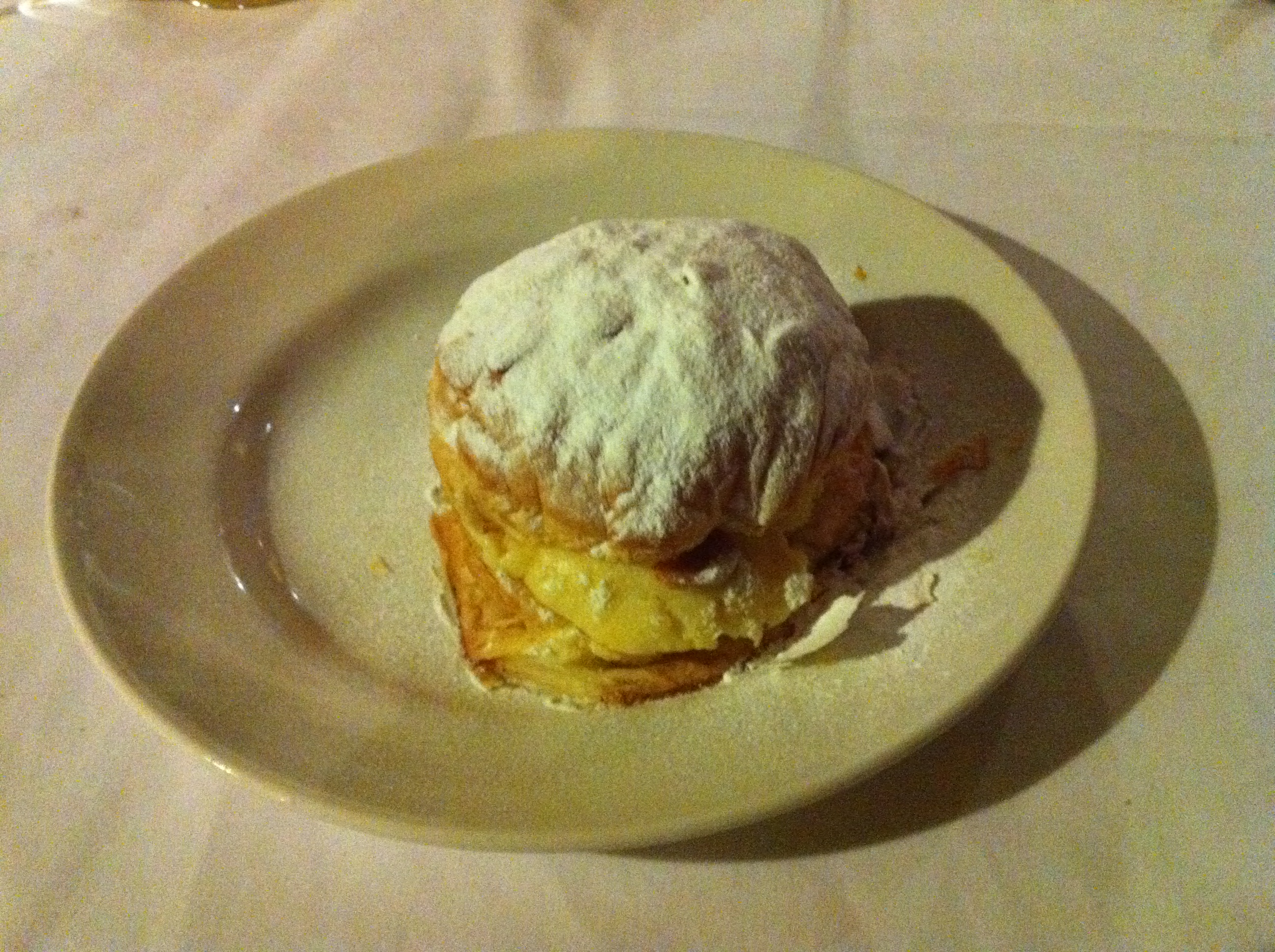
Una pantxineta.

La panchineta (en euskera pantxineta) es un postre típico del País Vasco y Navarra Consiste en un bollo elaborado con una masa de hojaldre con almendras y relleno de crema. 
Fue creada en 1915 por la pasteleria Otaegui de San Sebastián.

## Características
Se trata de un pastel o pastelitos que se prepara con una base de hojaldre la cual se rellena con crema pastelera hecha con leche entera de vaca, huevo, harina y azúcar. Después se cubre con otra capa de hojaldre, sellando el interior, se pinta con huevo y se espolvorea generosamente con almendra para posteriormente hornearlo. Se recomienda comerlo tibio. Sus ingredientes principales son: harina, mantequilla, huevo, azúcar y leche.